# Willi Minauf
Willi Minauf, eigentlich Wilhelm Glandtrop, (* 19. Juni 1889 in Elsfleth; † 12. Februar 1968 in Sande) war ein deutscher Schauspieler.

## Leben
Willi Minauf war zunächst Lehrer an Volksschulen in Neuenburg und Rüstringen. Er nahm Schauspielunterricht und war ab 1920 als Schauspieler an verschiedenen deutschen Theatern, unter anderem in Landsberg an der Warthe, Berlin, Nürnberg, Gotha, Chemnitz, Dresden, Karlsruhe und Wilhelmshaven verpflichtet.
Ab 1940 war Minauf ständig in Wilhelmshaven und wurde Ensemblemitglied sowie Spielleiter der Niederdeutschen Bühne „Rüstringen“.